# Brian Alspach
Brian Roger Alspach est un mathématicien dont le principal intérêt de recherche est la théorie des graphes. Alspach a également étudié les mathématiques derrière le poker et écrit pour les magazines Poker Digest et Canadian Poker Player.

## Biographie
Brian Alspach est né le 29 mai 1938 dans le Dakota du Nord. Il fréquente l'Université de Washington de 1957 à 1961, obtenant son BA en 1961. Il enseigne dans une école secondaire de premier cycle pendant un an avant de commencer ses études supérieures. En 1964, il obtient sa maîtrise et en 1966, son doctorat de l'Université de Californie à Santa Barbara sous la direction de Paul Kelly. Il enseigne à l'Université Simon Fraser pendant 33 ans. Il prend sa retraite en 1998. Il travaille actuellement comme professeur auxiliaire à l'Université de Regina et y est depuis 1999. Il est responsable de la création d'un diplôme en mathématiques industrielles à l'Université Simon Fraser.
Brian Alspach pense que la croissance et l'avenir des mathématiques dépendront des hommes d'affaires des entreprises industrielle. Il s'intéresse à la théorie des graphes et à ses applications. L'une de ses théories sur les recouvrements et la décomposition est appliquée aux problèmes d'ordonnancement qui peuvent survenir dans le monde des affaires. Alspach déclare que son plus gros problème avec cela est d'essayer d'expliquer des mathématiques aussi complexes aux gens du monde des affaires qui n'ont qu'une compréhension de base des mathématiques. Il encadre un total de 13 doctorants. Son épouse est l'ancienne vice-présidente des études à l'Université de Regina, où il était professeur auxiliaire. Brian est ensuite professeur associé à l'Université de Newcastle.

## Recherches
L'une de ses premières publications est un article intitulé Cycles de chaque longueur dans les tournois réguliers, qui est publié dans le Bulletin canadien de mathématiques (novembre 1967).
Un autre article influent de Brian Alspach est Point-symmetric graphs and digraphs of prime order and transitive permutation groups of premier degree, qui est publié dans le Journal of Combinatorial Theory (août 1973).
Dans son article intitulé Isomorphism of circulant graphs and digraphs qui est publié dans Discrete Mathematics (février 1979). Il discute du problème d'isomorphisme pour une classe spéciale de graphes.
Brian Alspach coécrit un article avec Torrence Parsons intitulé A construction for vertex –transitive graph publié dans le Canadian Journal of Mathematics (avril 1982).
La conjecture d'Alspach, posée par Alspach en 1981, concerne la caractérisation des couvertures de cycles disjoints de graphes complets avec des longueurs de cycle prescrites. Avec Heather Gavlas Jordon, en 2001, Alspach prouve un cas particulier, sur la décomposition de graphes complets en cycles qui ont tous la même longueur. Ceci est possible si et seulement si le graphe complet a un nombre impair de sommets (donc son degré est pair), la longueur de cycle donnée est au plus le nombre de sommets (de sorte que des cycles de cette longueur existent), et la longueur donnée divise le nombre d'arêtes du graphe. Une preuve de la conjecture complète a été publiée en 2014.